# James Whitmore

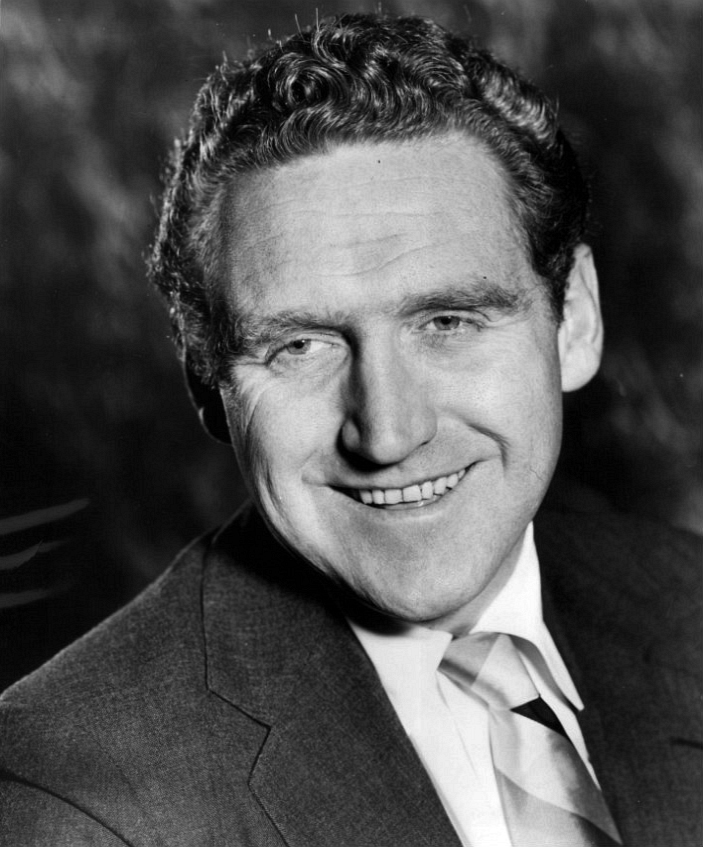
James Whitmore (1955)

James Allen Whitmore (* 1. Oktober 1921 in White Plains, New York; † 6. Februar 2009 in Malibu, Kalifornien) war ein vielfach ausgezeichneter US-amerikanischer Schauspieler.

## Leben
Whitmore besuchte die Yale University, wo er Mitglied der Studentenverbindung Skull & Bones war. Während des Zweiten Weltkriegs diente er im United States Marine Corps. 1948 trat er erstmals am Broadway auf. Für seine Darstellung in dem Theaterstück Command Decision wurde er mit einem Tony Award und dem Theatre World Award ausgezeichnet. Für seine Darstellung in dem Spielfilm Kesselschlacht wurde er 1950 als  Bester Nebendarsteller mit einem Golden Globe Award ausgezeichnet sowie für einen Oscar nominiert. In dem biografischen Filmdrama Give ’em Hell, Harry! verkörperte Whitmore in der Hauptrolle den ehemaligen US-Präsidenten Harry S. Truman. Für diese Rolle war er ein weiteres Mal als für einen Oscar nominiert, diesmal als Bester Hauptdarsteller.
Neben Film- und Fernsehrollen trat er in den 1970er-Jahren in verschiedenen Inszenierungen am Broadway auf und war im Verlauf seiner Karriere Gaststar in so verschiedenen Fernsehserien wie Rauchende Colts, Invasion von der Wega oder Trio mit vier Fäusten. James Whitmore war bereits über 70, als er in dem Gefängnisdrama Die Verurteilten (1994) seine vielleicht bekannteste Rolle spielte – die des Langzeithäftlings Brooks Hatlen, der nach fünf Jahrzehnten aus der Haft entlassen wird und mit einem Leben in Freiheit nicht mehr klarkommt.
Für seine Rolle in einer Folge der Justizserie Practice – Die Anwälte erhielt er im Jahr 2000 einen Emmy Award. Seinen letzten Auftritt hatte er 2007 in einer kleinen Nebenrolle in der Fernsehserie CSI: Den Tätern auf der Spur.
2007 unterstützte er die Wahlkampagne von Barack Obama. Er erlag im Alter von 87 Jahren den Folgen einer Lungenkrebs-Erkrankung.
Whitmore war insgesamt viermal verheiratet, darunter von 1971 bis 1979 mit der Schauspielerin Audra Lindley. Aus seiner ersten Ehe (1947–1970) entstammen drei Kinder. Der 1948 geborene Sohn James Whitmore Jr. ist als Regisseur und Produzent im Fernsehen tätig.

## Filmografie (Auswahl)
- 1949: Alarm in der Unterwelt (The Undercover Man)
- 1949: Kesselschlacht (Battleground)
- 1950: Blutiger Staub (The Outriders)
- 1950: Drei Männer für Alison (Please Believe Me)
- 1950: Asphalt-Dschungel (The Asphalt Jungle)
- 1951: Die rote Tapferkeitsmedaille (The Red Badge of Courage, Sprechrolle)
- 1951: Colorado (Across the Wide Missouri)
- 1952: Mein Herz singt nur für Dich (Because You’re Mine)
- 1952: Die letzte Entscheidung (Above and Beyond)
- 1953: Ein verwöhntes Biest (The Girl Who Had Everything)
- 1953: Küß mich, Kätchen! (Kiss Me Kate)
- 1953: Die schwarze Perle (All the Brothers Were Valiant)
- 1954: Die siebente Nacht (The Command)
- 1954: Formicula (Them!)
- 1955: Urlaub bis zum Wecken (Battle Cry)
- 1955: Wolkenstürmer (The McConnell Story)
- 1955: Oklahoma!
- 1955: Draußen wartet der Tod (The Last Frontier)
- 1956: Geliebt in alle Ewigkeit (The Eddy Duchin Story)
- 1956: Entfesselte Jugend (Crime in the Streets)
- 1956–1961: Abenteuer im wilden Westen (Dick Powell’s Zane Grey Theater, Fernsehserie, 5 Folgen)
- 1958: Durchbruch bei Morgenrot (The Deep Six)
- 1958: Zu jung (The Restless Years)
- 1960: Wer war die Dame? (Who Was That Lady?)
- 1960–1962: The Law and Mr. Jones (Fernsehserie, 46 Folgen)
- 1961: Kein Fall für FBI (The Detectives Starring Robert Taylor, Fernsehserie, Folge 3x12)
- 1962: Icarus Montgolfier Wright (Kurzfilm)
- 1962–1963: Tausend Meilen Staub (Rawhide, Fernsehserie, 2 Folgen)
- 1963: Route 66 (Fernsehserie, Folge 3x17)
- 1963: Twilight Zone (The Twilight Zone, Fernsehserie, Folge 4x16 Gestrandet)
- 1964: Black Like Me
- 1965–1973: Rauchende Colts (Gunsmoke, Fernsehserie, 4 Folgen)
- 1966–1968: Big Valley (The Big Valley, Fernsehserie, 4 Folgen)
- 1966–1970: Die Leute von der Shiloh Ranch (The Virginian, Fernsehserie, 4 Folgen)
- 1967: Invasion von der Wega (The Invaders, Fernsehserie, Folge 1x08)
- 1967: Chuka
- 1967: Tarzan (Fernsehserie, Folge 2x01)
- 1967: Wasserloch Nr. 3 (Waterhole No. 3)
- 1968: Planet der Affen (Planet of the Apes)
- 1968: Nur noch 72 Stunden (Madigan)
- 1968: Bonanza (Fernsehserie, Folge 9x28)
- 1968: Bullen – wie lange wollt ihr leben? (The Split)
- 1969: Die Rache der glorreichen Sieben (Guns of the Magnificent Seven)
- 1969: My Friend Tony (Fernsehserie, 16 Folgen)
- 1970: Tora! Tora! Tora!
- 1972: Chatos Land
- 1972: Will Rogers' USA (Fernsehfilm)
- 1972–1973: New Temperatures Rising (Fernsehserie, 26 Folgen)
- 1973: The Harrad Experiment
- 1973: Tote Zeugen singen nicht (La polizia incrimina, la legge assolve)
- 1974: Wo der rote Farn wächst (Where the Red Fern Grows)
- 1974: Der Luftballonverkäufer (Il venditore di palloncini)
- 1974: Das Gespenst von Canterville (The Canterville Ghost, Fernsehfilm)
- 1975: Ich kämpfe niemals wieder (I Will Fight No More Forever, Fernsehfilm)
- 1975: Give ’em Hell, Harry!
- 1977: Das Schlangenei
- 1978: The Word (Miniserie, 4 Folgen)
- 1980: Die erste Todsünde (The First Deadly Sin)
- 1980: Mark, I Love You (Fernsehfilm)
- 1984: Celebrity: Der Ruhm (Celebrity, Miniserie, 3 Folgen)
- 1985: Trio mit vier Fäusten (Riptide, Fernsehserie, Folge 3x09)
- 1987: Nuts… Durchgedreht (Nuts)
- 1988: Um jeden Preis (Favorite Son, Miniserie, Folge 1x01)
- 1990: Bradburys Gruselkabinett (The Ray Bradbury Theater, Fernsehserie, Folge 4x08)
- 1992: Touring Civil War Battlefields
- 1994: Die Verurteilten (The Shawshank Redemption)
- 1997: Das Relikt (The Relic)
- 1997–1999: Practice – Die Anwälte (The Practice, Fernsehserie, 3 Folgen)
- 1999: Swing Vote – Die entscheidende Stimme (Swing Vote, Fernsehfilm)
- 2000: Here's to Life!
- 2001: The Majestic
- 2002: Die Stimme des Meeres (A Ring of Endless Light, Fernsehfilm)
- 2003: Mister Sterling (Fernsehserie, 4 Folgen)
- 2005: Dick und Jane (Fun with Dick and Jane)
- 2007: CSI: Vegas (CSI: Crime Scene Investigation, Fernsehserie, Folge 7x21 Happys Ende)

## Auszeichnungen
- 1948: Tony-Award für Command Decision
- 1948: Theatre World Award für Command Decision
- 1950: Golden-Globe-Award für Kesselschlacht
- 1950: Oscar-Nominierung für Kesselschlacht
- 1976: Golden-Globe-Nominierung für Give ’em Hell, Harry!
- 1976: Grammy für Give ’em Hell, Harry
- 1976: Oscar-Nominierung für Give ’em Hell, Harry!
- 2000: Emmy-Award für Practice – Die Anwälte
- 2003: Emmy-Nominierung für Mister Sterling
- Stern auf dem Walk of Fame, 6611 Hollywood Boulevard